# Beta macrocarpa
Beta macrocarpa là loài thực vật có hoa thuộc họ Dền. Loài này được Guss. mô tả khoa học đầu tiên năm 1826.